# Nevillea singularis
Nevillea singularis är en gräsväxtart som beskrevs av Esterh. Nevillea singularis ingår i släktet Nevillea och familjen Restionaceae. Inga underarter finns listade i Catalogue of Life.